# Перрего, Жан-Фредерик
Жан-Фредери́к Перрего́ (фр. Jean-Frédéric Perregaux; 4 сентября 1744, Невшатель — 17 февраля 1808, Вири-Шатийон) — известный французский банкир.
Жан-Фредерик Перрего был старшим из семерых детей (три мальчика и четыре девочки) подполковника департамента Валь-де-Рю Франсуа-Фредерика Перрего (родился в 1716 году), который до 1740 года служил офицером. Жан-Фредерик изучал торговлю и финансы, а также немецкий язык, обучался в Амстердаме и Лондоне, а в 1765 году переехал в Париж.
В 1781 году с помощью своего соотечественника Исаака Panchaud он вместе с банкиром Жан-Альбертом Gumpelzhaimer основывает свой собственный банк. Совсем скоро он разбогател и начал покровительствовать артистам оперного театра, особенно красивым женщинам.
20 января 1779 года в возрасте 35 лет он женится на дочери финансиста и коллекционера картин Аделаиде де Прель де Сюрвиль (фр. Adelaide-Harenc de Presle de Surville), которая была на 13 лет моложе его.
Клиентами банка Перрего были французские или иностранные туристы, посещавшие Париж, а также дипломаты и богатые английские аристократы, известные куртизанки и просто красивые женщины, а также известные впоследствии деятели французской Революции маркиз де Лафайет и Томас Джефферсон.
В 1785 году графиня дю Лау продает ему отель «Гимар» — самый красивый особняк на улице де ла Шоссе д’Антен, где Перрего создаёт свою резиденцию.
1 января 1787 года Перрего нанимает на работу в свой банк в качестве обыкновенного рядового бухгалтера молодого Жака Лаффита, которому едва исполнилось 19 лет.
В 1789 году Перрего участвует в событиях революции. Служит капитаном в 9-м батальоне 4-й дивизии, затем и командует батальоном с 1 апреля 1791 года.
По некоторым данным, Перрего принимал участие в перераспределении британских денег с целью внести раскол среди якобинцев. По подозрению в злоупотреблении финансами он был даже заключён в тюрьму, с 7 по 12 сентября 1793 года, однако вскоре выпущен оттуда благодаря Комитету Общественного Спасения.
22 января 1794 года от рака в Париже умирает его жена Аделаида. Вскоре Перрего покидает Францию и уезжает в Швейцарию, а в его отсутствие бухгалтерские книги его банка были изъяты. После возврата в Париж и возобновления своей банковской деятельности Перрего подозревается властями Директории в принадлежности к партии, готовящей реставрацию монархии и восхождение на трон Людовика XVIII.
Также Перрего продолжает информировать своих британских друзей письменно о положении дел во Франции, вплоть до расторжения Амьенского мирного договора и начала периода Французской империи (1803-1804 гг.). Перрего верит в то, что Наполеон Бонапарт сможет создать условия для возврата к конституционной монархии, поэтому способствует событиям 18 брюмера.
В качестве благодарности за поддержку, 26 декабря 1799 года Наполеон назначает его членом Сената, а 13 февраля 1800 года — Регентом Банка Франции, коим он оставался до самой смерти. 18 октября 1801 года он был также назначен председателем ЦК Банка Франции, кем работал до 22 апреля 1806 года — даты роспуска комитета.
23 февраля 1806 года он вместе с Жаком Лаффитом, который являлся его правой рукой и исполнительным директором от начала революции, создаёт компанию Perregaux ET CIE.
Умер 17 февраля 1808 года в своем великолепном замке Вири-Шатильон (фр. Viry-Châtillon) в возрасте 63 лет, похоронен в Парижском Пантеоне (фр. Panthéon de Paris). По преданию, он умер, любуясь портретом Розали Дюте — французской куртизанки, натурщицы и актрисы.

## Семья и наследники
С 20 января 1779 года был женат на Аделаиде де Прель де Сюрвиль (фр. Adelaide-Harenc de Presle de Surville).
Чета имела дочь Гортензию (Hortense Perregaux) (1779—1855), вышедшую в 1798 году замуж за генерала Мармона, и сына Альфонса-Клода-Шарль-Бернардена (1785—1841), также банкира, политика, графа Империи (21 декабря 1808 года) и камергера Императора, женатого с 1813 года на Адель Макдональд (фр. Adèle-Élisabeth Macdonald) (1794—1822), дочери маршала.